# Condado de Rensselaer
O Condado de Rensselaer (em inglês:  Rensselaer County) é um dos 62 condados do estado americano de Nova Iorque. A sede e localidade mais populosa do condado é Troy. Foi fundado em 1791.
O condado tem uma área de 1 720 km², dos quais 1 690 km² estão cobertos por terra e 30 km² por água, uma população de 159 429 habitantes, e uma densidade populacional de 94,3 hab/km² (segundo o censo nacional de 2010).